# Gene Fullmer
Gene Fullmer soprannominato "Cyclone" (West Jordan, 21 luglio 1931 – Taylorsville, 27 aprile 2015) è stato un pugile statunitense.
Campione del mondo dei pesi medi nel 1957 e dal 1959 al 1962, fu antagonista di grandi campioni come Sugar Ray Robinson, Carmen Basilio e Joey Giardello.
La International Boxing Hall of Fame lo ha riconosciuto fra i più grandi pugili di ogni tempo.

## Gli inizi
Fullmer nacque in Utah da una famiglia appartenente alla comunità dei Mormoni e fu cresciuto come membro della Chiesa di Gesù Cristo dei santi degli ultimi giorni.
Iniziò la propria carriera da professionista nel 1951 vincendo i suoi primi 29 incontri (19 per KO).

## La carriera
Fullmer conquistò il campionato mondiale dei medi il 2 gennaio 1957, battendo a sorpresa, ai punti in 15 round, il leggendario Sugar Ray Robinson, allora quasi trentasettenne.
Il 1º maggio 1957 Fullmer e Robinson si batterono per la rivincita.
Fullmer iniziò come previsto, usando la forza e la ruvidità che lo caratterizzavano, forzando Robinson ad alzare i talloni.
Nel 5º round Robinson, indietreggiando, sferzò di potenza Fullmer con quello che fu chiamato “the perfect left hook”, il gancio sinistro perfetto.
Robinson colpì in pieno il mento di Fullmer e lo mise KO.
Nel 1959 la World Boxing Association ritirò il proprio riconoscimento di Robinson quale campione mondiale dei medi.
Il 28 agosto 1959 Fullmer e il precedente campione del mondo dei medi Carmen Basilio combatterono per il titolo NBA, e Fullmer se lo portò a casa battendo Basilio per KOT al 14º round. Nel frattempo Robinson perse la propria versione del titolo contro Paul Pender, in un incontro finito ai punti.
Fullmer e Pender non si incontrarono mai per una riunificazione del titolo, e Pender alla fine si ritirò. Nel frattempo, Fullmer respinse le sfide di vari contendenti di primo piano, quali Basilio, Spider Webb, Florentino Fernandez, e il campione dei welter Benny "Kid" Paret.
Scampò per poco la perdita del titolo in due match finiti pari sui 15 round, contro Robinson e contro il futuro campione dei medi Joey Giardello.
In quello che fu il loro ultimo incontro, un match per il titolo svoltosi nel 1961, Fullmer batté Robinson ai punti con un verdetto unanime.
Fullmer perse alla fine il titolo contro Dick Tiger il 23 ottobre 1962, ai punti, con verdetto unanime. La rivincita si svolse il 23 febbraio 1963 e finì con un pari, che diede tuttavia a Fullmer il diritto di riprovarci.
Il tentativo successivo di riconquistare il titolo avvenne il 10 agosto 1963, ma Tiger vinse l'incontro per KOT al 7º round.
Nel 1968 fece da comparsa nel film bellico  "la brigata del diavolo"